# Frédéric Belaubre
Frédéric Belaubre (Poissy, 14 febbraio 1980) è un triatleta francese.

## Carriera
Figlio di Georges Belaubre, direttore dell'impianto natatorio comunale di Poissy e pioniere del triathlon Francese comincia a praticare il triathlon all'età di 14 anni.
Si mette in evidenza nel 2000, quando, ancora Junior, conquista il 2º posto assoluto alla gara Itu preolimpica di Anzio in Italia alle spalle del solo Lothar Leder.
Tre settimane dopo, a Perth, conquista il mondiale Junior.
Selezionato per le olimpiadi di Atene 2004, si piazza quinto dopo aver fatto parte del gruppo di testa per l'intera gara.
Ha vinto nel 2005, nel 2006 e nel 2008 i campionati europei di triathlon, mentre nel 2007 e 2010 è stato campione di Francia.
Bronzo ai mondiali di triathlon di Losanna del 2006.
Membro del Beauvais Triathlon è un dipendente della SNCF, la compagnia ferroviaria transalpina, con distacco come sportivo d'alto livello.

## Titoli
- Campione europeo di triathlon (Élite) - 2005, 2006 e 2008
- Campione del mondo di triathlon (Junior) - 2000